# Pécsi lakatfal

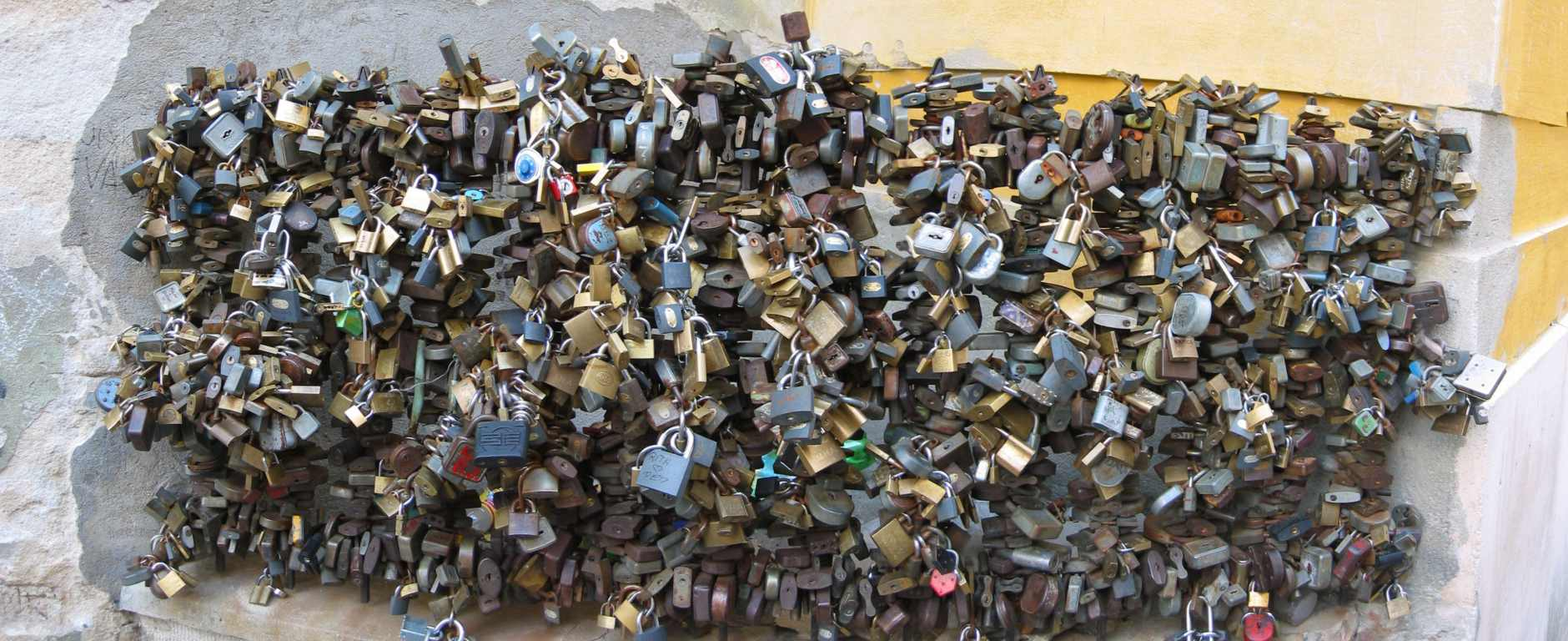
Az első lakatfal 2004-ben

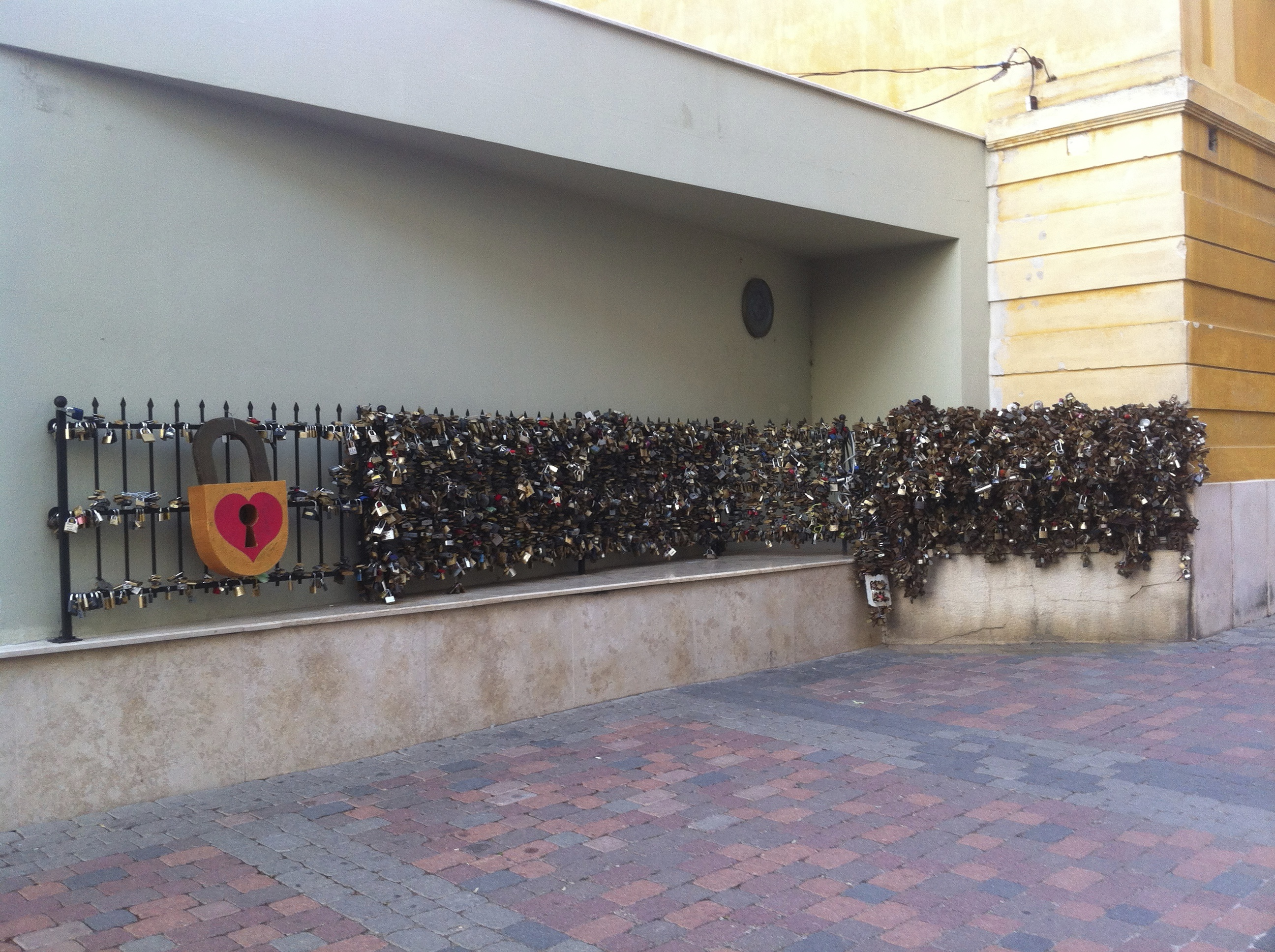
Az első, 2010-ben kibővített pécsi lakatfal

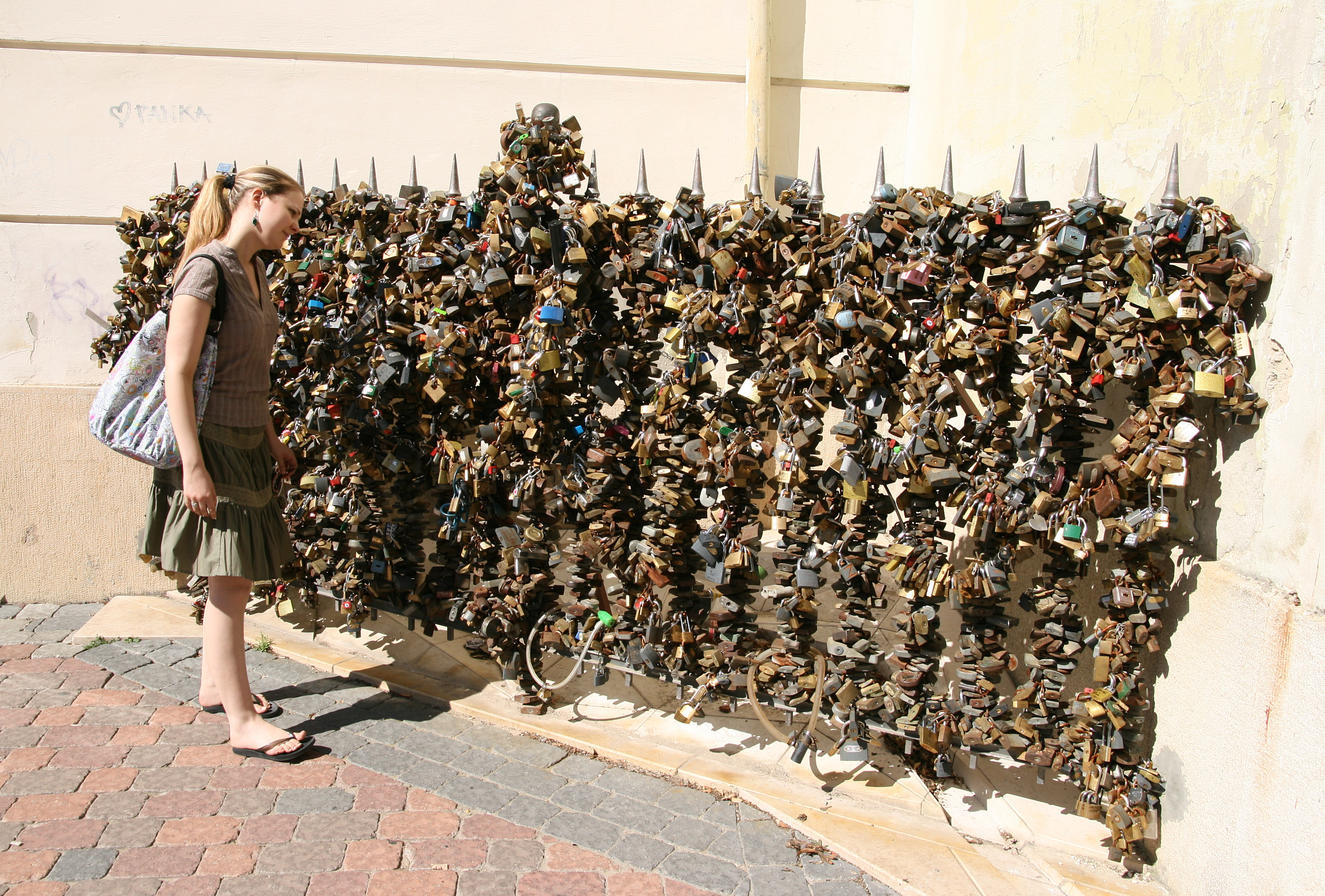
A második pécsi lakatfal 2008-ban

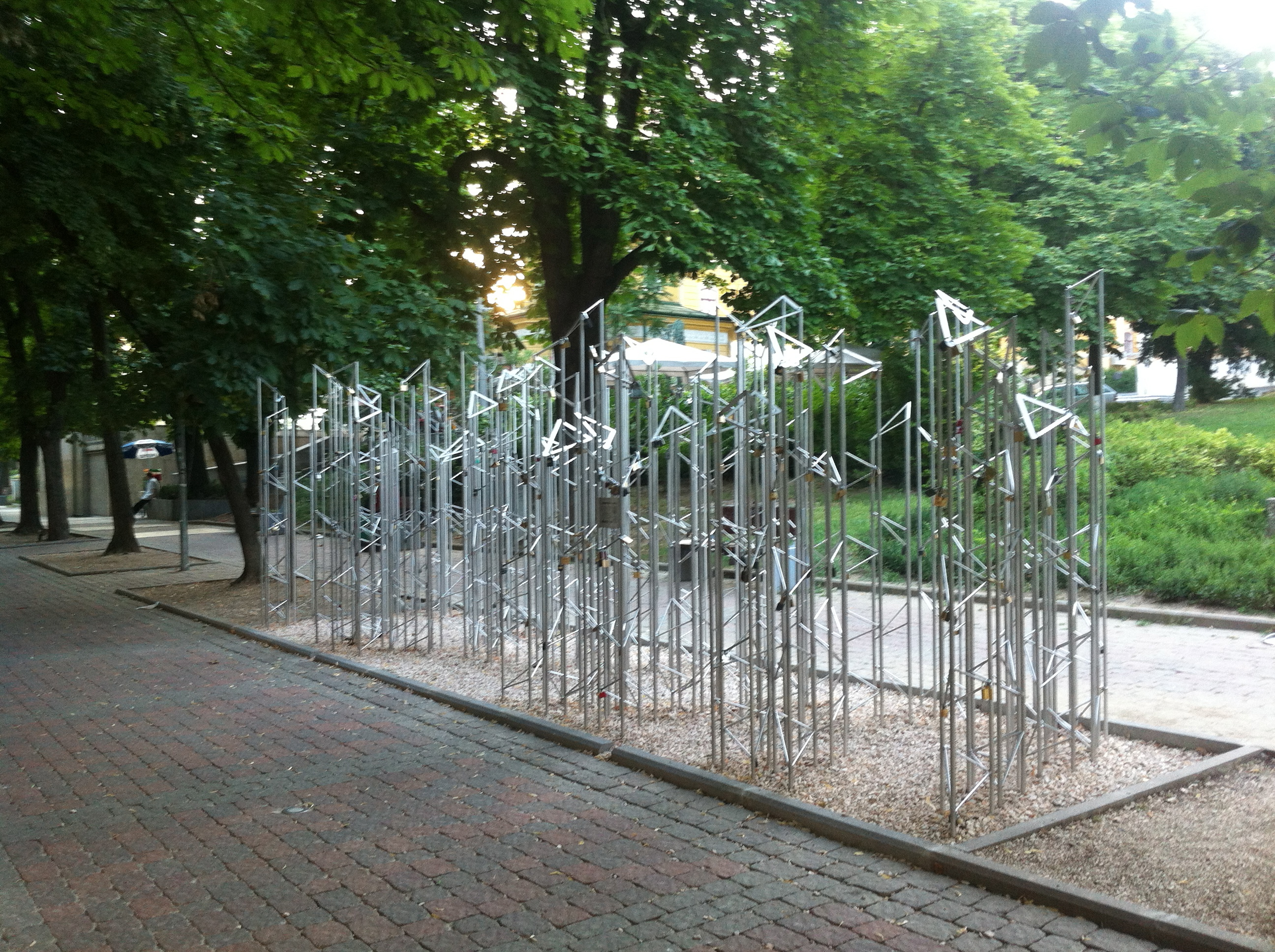
A 2013-ban átadott új pécsi lakatfal

Magyarországon először Pécs belvárosában (a Janus Pannonius utcában, amely a Széchenyi téri dzsámit és a Pécsi székesegyházat köti össze, a Ciszterci Rend Nagy Lajos Gimnáziuma hátsó homlokzatához közel, a túloldalon) jelentek meg a szerelmesek lakatjai két egymáshoz közeli vaskerítésen, amelyeknek voltaképp soha nem volt kerítés funkciója, inkább egy nélküle puszta sarkot díszítettek.

## Története
A lakatfal keletkezéséről többféle bizonytalan alapokon nyugvó elmélet is létezik. A jelenleg legáltalánosabban elfogadott szerint eredetileg 1971-ben, sikeres érettségijüket követően a közeli középiskola végzős tanulói helyezték el iskolai szekrényük lakatjait a 4. számú kanonoki ház kovácsoltvas kerítésén. Egy másik hasonló elmélet szerint 21 iskolabúcsúztató vegyipari szakközépiskolás kezdte el a hagyományt. Egy másik történet szerint a békéscsabai Andor Imréné tette föl az első lakatott évtizedekkel ezelőtt.
A későbbiekben hagyománnyá vált, hogy olyan szerelmesek zárnak lakatot a kerítésre, akik ezzel a gesztussal azt kívánják megerősíteni, hogy összetartozásuk örök. Manapság már nem csak szerelmesek lakatjai kerülnek fel, hanem turisták is szívesen emléket állítanak pécsi látogatásukról egy-egy lakattal.
A Janus Pannonius utcában két egymáshoz közeli hasonló kerítés is volt, a hasonlóság miatt hamar lakatok lepték el a másikat is, mely szintén jó ideje betelt, ám ezt egyelőre nem bővítették ki, mint a testvérét.
Az első lakatfalat 2010-ben a Pécsi Görög Kisebbségi Önkormányzat segítségével felújították.
2013-ban már kifejezetten erre a célra építettek lakatfalat a pécsi Sétatér keleti végén. A falat a 2013-as Pécsi Országos Színházi Találkozó idején avatta fel Bodrogi Gyula, a fesztivál díszvendége.
Az évek során Pécs belvárosának más pontjain is megjelentek a lakatok, például a Gázi Kászim pasa dzsámija korlátján is.